# Seznam dílů seriálu Lovci zločinců
Toto je seznam dílů seriálu Lovci zločinců. Americký televizní seriál Lovci zločinců vytvořil Jonathan Nolan, vysílán byl televizí CBS od 22. září 2011 do 21. června 2016. V Česku jej premiérově vysílala v letech 2014–2017 televize Nova.

## Přehled řad
| Řada | Díly | Premiéra v USA | Premiéra v USA  | Premiéra v ČR    | Premiéra v ČR     |
| Řada | Díly | První díl      | Poslední díl    | První díl        | Poslední díl      |
| ---- | ---- | -------------- | --------------- | ---------------- | ----------------- |
| 1    | 23   | 22. září 2011  | 17. května 2012 | 6. ledna 2014    | 5. května 2014    |
| 2    | 22   | 27. září 2012  | 9. května 2013  | 6. května 2014   | 21. července 2014 |
| 3    | 23   | 24. září 2013  | 13. května 2014 | 14. října 2014   | 6. ledna 2015     |
| 4    | 22   | 23. září 2014  | 5. května 2015  | 15. srpna 2016   | 1. listopadu 2016 |
| 5    | 13   | 3. května 2016 | 21. června 2016 | 6. července 2017 | 27. července 2017 |

## Seznam dílů

### První řada (2011–2012)
| Č. v seriálu | Č. v řadě | Původní název      | Český název              | Režie                | Scénář                                                      | Premiéra v USA     | Premiéra v ČR   |
| ------------ | --------- | ------------------ | ------------------------ | -------------------- | ----------------------------------------------------------- | ------------------ | --------------- |
| 1            | 1         | Pilot              | Proměna                  | David Semel          | Jonathan Nolan                                              | 22. září 2011      | 6. ledna 2014   |
| 2            | 2         | Ghosts             | Duchové                  | Richard J. Lewis     | Greg Plageman a Jonathan Nolan                              | 29. září 2011      | 13. ledna 2014  |
| 3            | 3         | Mission Creep      | Hazardní mise            | Steven DePaul        | Patrick Harbinson                                           | 6. října 2011      | 20. ledna 2014  |
| 4            | 4         | Cura Te Ipsum      | Anděl strážný            | Charles Beeson       | Denise Thé                                                  | 13. října 2011     | 27. ledna 2014  |
| 5            | 5         | Judgment           | Rozsudek                 | Colin Bucksey        | David Slack                                                 | 20. října 2011     | 3. února 2014   |
| 6            | 6         | The Fix            | Náprava                  | Dennis Smith         | Nic Van Zeebroeck a Michael Sopczynski                      | 27. října 2011     | 10. února 2014  |
| 7            | 7         | Witness            | Svědek                   | Frederick E. O. Toye | Amanda Segel                                                | 3. listopadu 2011  | 17. února 2014  |
| 8            | 8         | Foe                | Nepřítel                 | Milan Cheylov        | Sean Hennen                                                 | 17. listopadu 2011 | 24. února 2014  |
| 9            | 9         | Get Carter         | Policistka na odstřel    | Alex Zakrzewski      | Greg Plageman a Denise Thé                                  | 8. prosince 2011   | 3. března 2014  |
| 10           | 10        | Number Crunch      | Kvarteto                 | Jeffrey Hunt         | Patrick Harbinson                                           | 15. prosince 2011  | 10. března 2014 |
| 11           | 11        | Super              | Domovník                 | Stephen Williams     | David Slack                                                 | 12. ledna 2012     | 17. března 2014 |
| 12           | 12        | Legacy             | Dědictví                 | Brad Anderson        | Amanda Segel                                                | 19. ledna 2012     | 24. března 2014 |
| 13           | 13        | Root Cause         | Důstojný protivník       | Richard J. Lewis     | Erik Mountain                                               | 2. února 2012      | 31. března 2014 |
| 14           | 14        | Wolf and Cub       | Vlk samotář a mládě      | Chris Fisher         | Nic Van Zeebroeck a Michael Sopczynski                      | 9. února 2012      | 1. dubna 2014   |
| 15           | 15        | Blue Code          | Modrý kód                | David Von Ancken     | Denise Thé                                                  | 16. února 2012     | 7. dubna 2014   |
| 16           | 16        | Risk               | Riskantní podnik         | Jeff T. Thomas       | Sean Hennen                                                 | 23. února 2012     | 8. dubna 2014   |
| 17           | 17        | Baby Blue          | Dítě                     | Larry Teng           | Patrick Harbinson                                           | 8. března 2012     | 14. dubna 2014  |
| 18           | 18        | Identity Crisis    | Doktor Jekyll a pan Hyde | Charles Beeson       | Amy Berg                                                    | 29. března 2012    | 15. dubna 2014  |
| 19           | 19        | Flesh and Blood    | Maso a krev              | Stephen Semel        | Amanda Segel                                                | 5. dubna 2012      | 21. dubna 2014  |
| 20           | 20        | Matsya Nyaya       | Zákon džungle            | Kevin Bray           | Ray Utarnachitt                                             | 26. dubna 2012     | 22. dubna 2014  |
| 21           | 21        | Many Happy Returns | Déjà vu                  | Frederick E. O. Toye | námět: Erik Mountain a Jonathan Nolan scénář: Erik Mountain | 3. května 2012     | 28. dubna 2014  |
| 22           | 22        | No Good Deed       | Není dobrých skutků      | Stephen Williams     | David Slack                                                 | 10. května 2012    | 29. dubna 2014  |
| 23           | 23        | Firewall           | Firewall                 | Richard J. Lewis     | Greg Plageman a Jonathan Nolan                              | 17. května 2012    | 5. května 2014  |

### Druhá řada (2012–2013)
| Č. v seriálu | Č. v řadě | Původní název      | Český název               | Režie                     | Scénář                                 | Premiéra v USA     | Premiéra v ČR     |
| ------------ | --------- | ------------------ | ------------------------- | ------------------------- | -------------------------------------- | ------------------ | ----------------- |
| 24           | 1         | The Contingency    | Záložní plán              | Richard J. Lewis          | Denise Thé a Jonathan Nolan            | 27. září 2012      | 6. května 2014    |
| 25           | 2         | Bad Code           | Špatný kód                | Jon Cassar                | Greg Plageman a Patrick Harbinson      | 4. října 2012      | 12. května 2014   |
| 26           | 3         | Masquerade         | Dámský gambit             | Jeffrey Hunt              | Melissa Scrivner Love                  | 18. října 2012     | 13. května 2014   |
| 27           | 4         | Triggerman         | Zabiják                   | James Whitmore, Jr.       | Erik Mountain                          | 25. října 2012     | 19. května 2014   |
| 28           | 5         | Bury the Lede      | Na titulní straně         | Jeffrey Hunt              | David Slack                            | 1. listopadu 2012  | 20. května 2014   |
| 29           | 6         | The High Road      | Zlaté ručičky             | Félix Alcalá              | Nic Van Zeebroeck a Michael Sopczynski | 8. listopadu 2012  | 26. května 2014   |
| 30           | 7         | Critical           | Těžké rozhodnutí          | Frederick E. O. Toye      | Sean Hennen                            | 15. listopadu 2012 | 27. května 2014   |
| 31           | 8         | 'Til Death         | Dokud nás smrt nerozdělí  | Helen Shaver              | Amanda Segel                           | 29. listopadu 2012 | 2. června 2014    |
| 32           | 9         | C.O.D.             | Zapomenutý notebook       | Clark Johnson             | Ray Utarnachitt                        | 6. prosince 2012   | 3. června 2014    |
| 33           | 10        | Shadow Box         | Bezpečnostní schránka     | Stephen Surjik            | Patrick Harbinson                      | 13. prosince 2012  | 9. června 2014    |
| 34           | 11        | 2πR                | 2πR                       | Richard J. Lewis          | Dan Dietz                              | 3. ledna 2013      | 10. června 2014   |
| 35           | 12        | Prisoner's Dilemma | Kdo je kdo                | Chris Fisher              | David Slack                            | 10. ledna 2013     | 16. června 2014   |
| 36           | 13        | Dead Reckoning     | Odpočet                   | John Dahl                 | Erik Mountain                          | 31. ledna 2013     | 17. června 2014   |
| 37           | 14        | One Percent        | Nevypočitatelný miliardář | Chris Fisher              | Denise Thé a Melissa Scrivner Love     | 7. února 2013      | 23. června 2014   |
| 38           | 15        | Booked Solid       | Na plný úvazek            | Frederick E. O. Toye      | Nic Van Zeebroeck a Michael Sopczynski | 14. února 2013     | 24. června 2014   |
| 39           | 16        | Relevance          | Priorita                  | Jonathan Nolan            | Amanda Segel a Jonathan Nolan          | 21. února 2013     | 30. června 2014   |
| 40           | 17        | Proteus            | Zloděj životů             | Kenneth Fink              | Sean Hennen                            | 7. března 2013     | 1. července 2014  |
| 41           | 18        | All In             | Na doraz                  | Tricia Brock              | Lucas O'Connor                         | 14. března 2013    | 7. července 2014  |
| 42           | 19        | Trojan Horse       | Trojský kůň               | Dan Dietz a Erik Mountain | Lucas O'Connor                         | 4. dubna 2013      | 8. července 2014  |
| 43           | 20        | In Extremis        | Stav nouze                | Chris Fisher              | Greg Plageman a Tony Camerino          | 25. dubna 2013     | 14. července 2014 |
| 44           | 21        | Zero Day           | Den nula                  | Jeffrey Hunt              | Amanda Segel a David Slack             | 5. května 2013     | 15. července 2014 |
| 45           | 22        | God Mode           | Restart                   | Richard J. Lewis          | Patrick Harbinson a Jonathan Nolan     | 9. května 2013     | 21. července 2014 |

### Třetí řada (2013–2014)
| Č. v seriálu | Č. v řadě | Původní název     | Český název         | Režie                | Scénář                                 | Premiéra v USA     | Premiéra v ČR      |
| ------------ | --------- | ----------------- | ------------------- | -------------------- | -------------------------------------- | ------------------ | ------------------ |
| 46           | 1         | Liberty           | Propustka           | Chris Fisher         | Greg Plageman a Denise Thé             | 24. září 2013      | 14. října 2014     |
| 47           | 2         | Nothing to Hide   | Není co skrývat     | Frederick E. O. Toye | Erik Mountain                          | 1. října 2013      | 20. října 2014     |
| 48           | 3         | Lady Killer       | Lovec žen           | Omar Madha           | Amanda Segel                           | 8. října 2013      | 21. října 2014     |
| 49           | 4         | Reasonable Doubt  | Oběť, nebo pachatel | Stephen Williams     | Melissa Scrivner Love                  | 15. října 2013     | 27. října 2014     |
| 50           | 5         | Razgovor Разговор | Ruská spojka        | Kenneth Fink         | David Slack                            | 22. října 2013     | 28. října 2014     |
| 51           | 6         | Mors Praematura   | Předčasná smrt      | Helen Shaver         | Dan Dietz                              | 29. října 2013     | 3. listopadu 2014  |
| 52           | 7         | The Perfect Mark  | Jasné znamení       | Stephen Surjik       | Sean Hennen                            | 5. listopadu 2013  | 4. listopadu 2014  |
| 53           | 8         | Endgame           | Konec hry           | Sylvain White        | Nic Van Zeebroeck a Michael Sopczynski | 12. listopadu 2013 | 10. listopadu 2014 |
| 54           | 9         | The Crossing      | Na křižovatce       | Frederick E. O. Toye | Denise Thé                             | 19. listopadu 2013 | 11. listopadu 2014 |
| 55           | 10        | The Devil's Share | Tanec s ďáblem      | Chris Fisher         | Amanda Segel a Jonathan Nolan          | 26. listopadu 2013 | 17. listopadu 2014 |
| 56           | 11        | Lethe             | Samaritán           | Richard J. Lewis     | Erik Mountain                          | 17. prosince 2013  | 18. listopadu 2014 |
| 57           | 12        | Aletheia          | Zosobněná pravda    | Richard J. Lewis     | Lucas O'Connor                         | 7. ledna 2014      | 24. listopadu 2014 |
| 58           | 13        | 4C                | Let do nebezpečí    | Stephen Williams     | Melissa Scrivner Love a Greg Plageman  | 14. ledna 2014     | 25. listopadu 2014 |
| 59           | 14        | Provenance        | Česká spojka        | Jeffrey Hunt         | Sean Hennen                            | 4. února 2014      | 1. prosince 2014   |
| 60           | 15        | Last Call         | Volání o pomoc      | Jeff T. Thomas       | Dan Dietz                              | 25. února 2014     | 2. prosince 2014   |
| 61           | 16        | RAM               | Paměťová stopa      | Stephen Surjik       | Nic Van Zeebroeck a Michael Sopczynski | 4. března 2014     | 8. prosince 2014   |
| 62           | 17        | / Root Path       | Zlom                | Jeffrey Lee Gibson   | David Slack                            | 18. března 2014    | 9. prosince 2014   |
| 63           | 18        | Allegiance        | Věrnost             | Jeffrey Hunt         | Tony Camerino                          | 25. března 2014    | 15. prosince 2014  |
| 64           | 19        | Most Likely To…   | Druhá možnost       | Kevin Hooks          | Melissa Scrivner Love a Denise Thé     | 1. dubna 2014      | 16. prosince 2014  |
| 65           | 20        | Death Benefit     | Vyšší dobro         | Richard J. Lewis     | Erik Mountain a Lucas O'Connor         | 15. dubna 2014     | 22. prosince 2014  |
| 66           | 21        | Beta              | Zkouška             | Frederick E. O. Toye | Sean Hennen a Dan Dietz                | 29. dubna 2014     | 23. prosince 2014  |
| 67           | 22        | A House Divided   | Rozdělené síly      | Chris Fisher         | Amanda Segel                           | 6. května 2014     | 5. ledna 2015      |
| 68           | 23        | Deus Ex Machina   | Umělá inteligence   | Chris Fisher         | Greg Plageman a David Slack            | 13. května 2014    | 6. ledna 2015      |

### Čtvrtá řada (2014–2015)
| Č. v seriálu | Č. v řadě | Původní název       | Český název        | Režie                | Scénář                                | Premiéra v USA     | Premiéra v ČR     |
| ------------ | --------- | ------------------- | ------------------ | -------------------- | ------------------------------------- | ------------------ | ----------------- |
| 69           | 1         | Panopticon          | Panoptikum         | Richard J. Lewis     | Erik Mountain a Greg Plageman         | 23. září 2014      | 15. srpna 2016    |
| 70           | 2         | Nautilus            | Loděnka            | Chris Fisher         | Dan Dietz a Melissa Scrivner Love     | 30. září 2014      | 22. srpna 2016    |
| 71           | 3         | Wingman             | Dohazovač          | Frederick E. O. Toye | Amanda Segel                          | 7. října 2014      | 29. srpna 2016    |
| 72           | 4         | Brotherhood         | Bratrstvo          | Chris Fisher         | Denise Thé                            | 14. října 2014     | 30. srpna 2016    |
| 73           | 5         | Prophets            | Proroci            | Kenneth Fink         | Lucas O'Connor                        | 21. října 2014     | 5. září 2016      |
| 74           | 6         | Pretenders          | Falešné identity   | Stephen Surjik       | Ashley Gable                          | 28. října 2014     | 6. září 2016      |
| 75           | 7         | Honor Among Thieves | Zlodějská čest     | Sylvain White        | David Slack                           | 11. listopadu 2014 | 12. září 2016     |
| 76           | 8         | Point of Origin     | Místo původu       | Richard J. Lewis     | Tony Camerino                         | 18. listopadu 2014 | 13. září 2016     |
| 77           | 9         | The Devil You Know  | Lepší známý ďábel… | Richard J. Lewis     | Erik Mountain                         | 25. listopadu 2014 | 19. září 2016     |
| 78           | 10        | The Cold War        | Studená válka      | Michael Offer        | Amanda Segel                          | 16. prosince 2014  | 20. září 2016     |
| 79           | 11        | If-Then-Else        | Jestli-pak-jinak   | Chris Fisher         | Denise Thé                            | 6. ledna 2015      | 26. září 2016     |
| 80           | 12        | Control-Alt-Delete  | Restart            | Stephen Surjik       | Andy Callahan                         | 13. ledna 2015     | 27. září 2016     |
| 81           | 13        | M.I.A.              | Ztracena při akci  | Kevin Bray           | Lucas O'Connor                        | 3. února 2015      | 3. října 2016     |
| 82           | 14        | Guilty              | Vina               | Kate Woods           | David Slack                           | 10. února 2015     | 4. října 2016     |
| 83           | 15        | Q&A                 | Otázky a odpovědi  | Stephen Semel        | Dan Dietz                             | 17. února 2015     | 10. října 2016    |
| 84           | 16        | Blunt               | Podvodnice         | Frederick E. O. Toye | Amanda Segel a Greg Plageman          | 24. února 2015     | 11. října 2016    |
| 85           | 17        | Karma               | Karma              | Chris Fisher         | Hillary Benefiel a Sabir Pirzada      | 10. března 2015    | 17. října 2016    |
| 86           | 18        | Skip                | Lov                | Helen Shaver         | Ashley Gable                          | 24. března 2015    | 18. října 2016    |
| 87           | 19        | Search and Destroy  | Najdi a znič       | Stephen Surjik       | Zak Schwartz                          | 7. dubna 2015      | 24. října 2016    |
| 88           | 20        | Terra Incognita     | Neznámá země       | Alrick Riley         | Erik Mountain a Melissa Scrivner Love | 14. dubna 2015     | 25. října 2016    |
| 89           | 21        | Asylum              | Ústav              | Alrick Riley         | Andy Callahan a Denise Thé            | 28. dubna 2015     | 31. října 2016    |
| 90           | 22        | YHWH                | JAHVE              | Chris Fisher         | Dan Dietz a Greg Plageman             | 5. května 2015     | 1. listopadu 2016 |

### Pátá řada (2016)
| Č. v seriálu | Č. v řadě | Původní název               | Český název                       | Režie                | Scénář                                | Premiéra v USA  | Premiéra v ČR     |
| ------------ | --------- | --------------------------- | --------------------------------- | -------------------- | ------------------------------------- | --------------- | ----------------- |
| 91           | 1         | B.S.O.D.                    | Kritická chyba operačního systému | Chris Fisher         | Greg Plageman a Tony Camerino         | 3. května 2016  | 6. července 2017  |
| 92           | 2         | SNAFU                       | Otázka důvěry                     | Chris Fisher         | Lucas O'Connor                        | 9. května 2016  | 10. července 2017 |
| 93           | 3         | Truth Be Told               | Ať zazní pravda                   | Stephen Surjik       | Erik Mountain                         | 10. května 2016 | 11. července 2017 |
| 94           | 4         | 6,741                       | Číslo 6 741                       | Chris Fisher         | Lucas O'Connor a Denise Thé           | 16. května 2016 | 12. července 2017 |
| 95           | 5         | ShotSeeker                  | Hledač výstřelů                   | Maja Vrvilo          | Andy Callahan                         | 17. května 2016 | 13. července 2017 |
| 96           | 6         | A More Perfect Union        | Těsnější svazek                   | Alrick Riley         | Melissa Scrivner Love                 | 23. května 2016 | 17. července 2017 |
| 97           | 7         | QSO                         | Rozkazy z éteru                   | Kate Woods           | Hillary Benefiel                      | 24. května 2016 | 18. července 2017 |
| 98           | 8         | Reassortment                | Filtr                             | Kenneth Fink         | Tony Camerino                         | 24. května 2016 | 19. července 2017 |
| 99           | 9         | Sotto Voce                  | Potichu                           | Margot Lulick        | Sabir Pirzada                         | 30. května 2016 | 20. července 2017 |
| 100          | 10        | The Day the World Went Away | Den, kdy se změnil svět           | Frederick E. O. Toye | Andy Callahan a Melissa Scrivner Love | 31. května 2016 | 24. července 2017 |
| 101          | 11        | Synecdoche                  | Paralela                          | Tim Matheson         | Jacey Heldrich a Joshua Brown         | 7. června 2016  | 25. července 2017 |
| 102          | 12        | .exe                        | Heslo                             | Greg Plageman        | Greg Plageman a Erik Mountain         | 14. června 2016 | 26. července 2017 |
| 103          | 13        | return 0                    | Na nule                           | Chris Fisher         | Jonathan Nolan a Denise Thé           | 21. června 2016 | 27. července 2017 |